# عام الوفود
عام الوفود یا سنة الوفود، عنوانی است که بر سال نهم هجری قمری -مصادف با ۶۳۱ میلادی- نامگذاری کرده‌اند. علت این نامگذاری، حضور نمایندگان از قبایل و طوایف مختلف اطراف مدینه، برای عقد تفاهم‌نامه با محمد (سلام خدا بر او و خانواده اش باد ) و ابراز اسلام بوده‌است. این وقایع بعد از سال ۹ هجری و پس از غزوه تبوک است. برخی منابع تعداد این نمایندگان را بیش از هفتاد نفر ذکر کرده‌اند.

## نام‌گذاری
عام به معنای سال و وفود به معنای نماینده است. علت این نام‌گذاری، به جهت حضور نمایندگان بسیاری از قبایل مختلف، جهت پذیرش اسلام و اعلام تبعیت از اسلام و پیامبر اسلام محمد ( سلام خدا بر او و خانواده اش باد ) ، در این سال بوده‌است. بنابر برخی منابع، پس از این وقایع سوره نصر نازل شد: «إِذَا جَاء نَصْرُ اللَّهِ وَالْفَتْحُ؛ وَرَأَیْتَ النَّاسَ یَدْخُلُونَ فِی دِینِ اللَّهِ أَفْوَاجًا؛ فَسَبِّحْ بِحَمْدِ رَبِّکَ وَاسْتَغْفِرْهُ إِنَّهُ کَانَ تَوَّأبًا»

## قبایل و افراد
در این سال، قبایلی چون مرة، فزاره، بنی‌اسد، بنی‌کلاب، بنی بکاء، بنی‌کنانه و باهله به‌طور کامل اسلام آوردند. نمایندگان دیگر از قبایل مختلف نزد محمد (سلام خدا بر او و خانواده اش باد ) حاضر شدند که برخی از آنها عبارتند از:
- نمایندگان ثقیف (که دو مرتبه نماینده ارسال کردند)
- نمایندگان بنی تمیم
- نمایندگان بنی سعد
- نمایندگان بنی أسد
- نمایندگان عبد القیس
- نمایندگان نجران
- نمایندگان بنو زنیة (بنو رشدة)
- نمایندگان بنی عذرة

در سال دهم و یازدهم نیز برخی قبایل، نمایندگانی به نزد محمد (سلام خدا بر او و خانواده اش باد) فرستادند، از جمله:
- نمایندگان بنی تغلب
- نمایندگان رهاویین
- نمایندگان بنی حنیفة
- نمایندگان یمن
- نمایندگان معان
- نمایندگان بنی عامر
- نمایندگان بنی فزارة
- نمایندگان غامد
- نمایندگان کندة
- نمایندگان بنی‌سلامان
- نمایندگان خثعم
- نمایندگان بنی الحارث
- نمایندگان محارب
- نمایندگان زبید (سال یازدهم)
- نمایندگان نخع (سال یازدهم)

برخی از حضور نمایندگان در مدینه، تاریخ مشخصی برایشان ذکر نشده‌است، از جمله:
- نمایندگان ازد شنوئة
- نمایندگان مهرة
- نمایندگان بنی شیبان
- نمایندگان اشعریون
- نمایندگان بنی حنیفة
- نمایندگان احمس
- نمایندگان قیس بن غربة
- نمایندگان غافق
- نمایندگان حضر موت
- نمایندگان حکم بن حزن کلفی
- نمایندگان بنی بکر بن وائل
- نمایندگان صدف
- نمایندگان بنی سحیم
- نمایندگان بنی سدوس
- نمایندگان جشمی (جیشانی)
- نمایندگان بهراء
- نمایندگان بارق
- نمایندگان عمرو بن معدی کرب زبیدی
- نمایندگان طارق بن عبدالله
- نمایندگان عنزة
- نمایندگان بنی سعد هذیم
- نمایندگان اسلم
- نمایندگان بنی هلال
- نمایندگان بنی عقیل بن کعب
- نمایندگان خولان
- نمایندگان تجیب